# Aksai Chin
Koordinaten: 35° 7′ N, 79° 8′ O

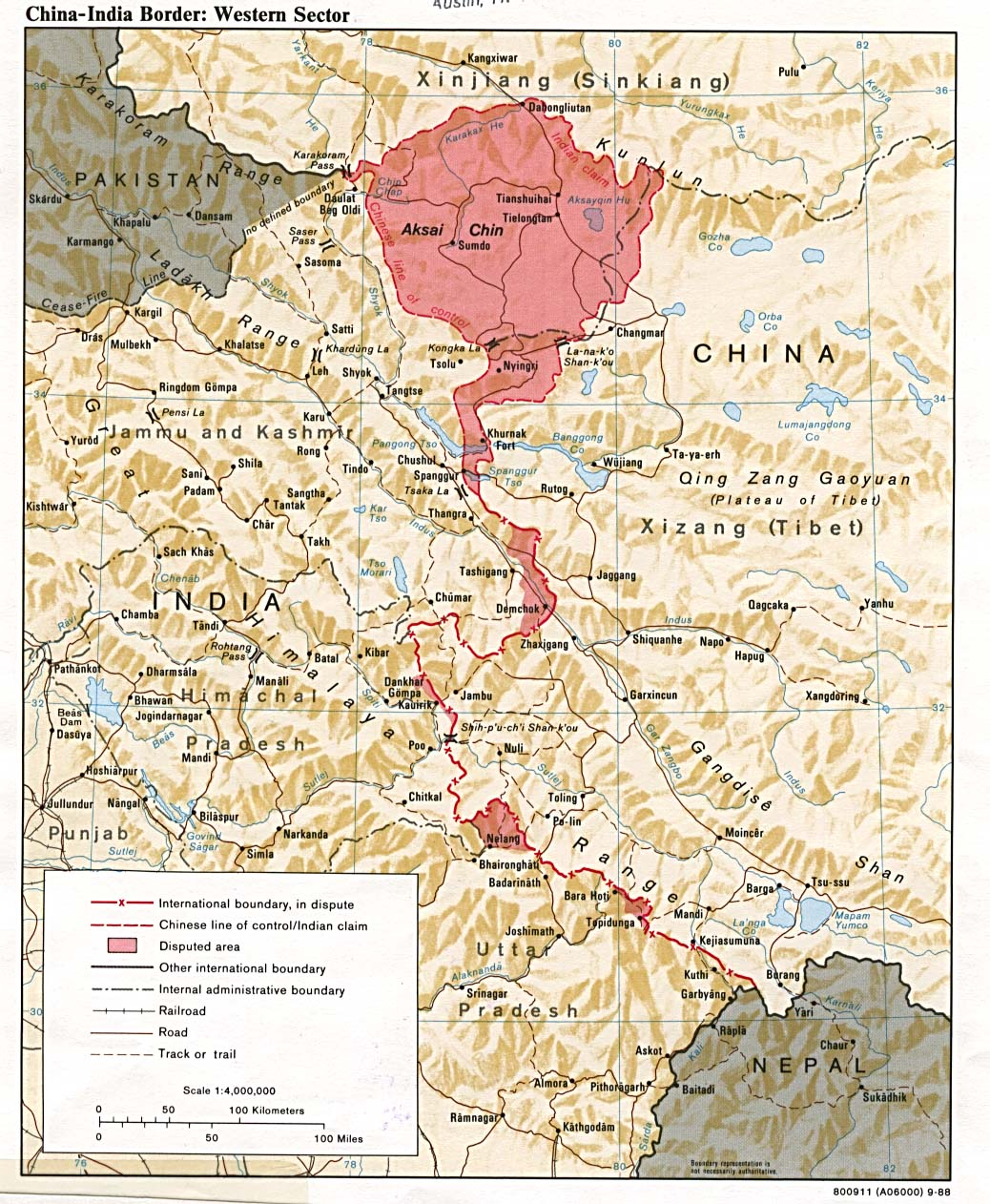
Karte der umstrittenen Gebiete im Nordwesten der indisch-chinesischen Grenze mit Aksai Chin im Norden

Aksai Chin (chinesisch 阿克赛钦, Pinyin Ākèsài Qīn) ist eine Hochlandregion am Westrand von Tibet, nordöstlich von Kaschmir. Das etwa 38.000 km² große Gebiet steht unter chinesischer Kontrolle, wird aber auch von Indien beansprucht. Es ist neben Arunachal Pradesh Hauptpunkt im Grenzstreit zwischen den beiden Staaten. Der größte Teil von Aksai Chin befindet sich im Regierungsbezirk Hotan des Uigurischen Autonomen Gebiets Xinjiang. Von Indien wird das ganze Gebiet administrativ als Bestandteil des Unionsterritoriums Ladakh angesehen.

## Geographie

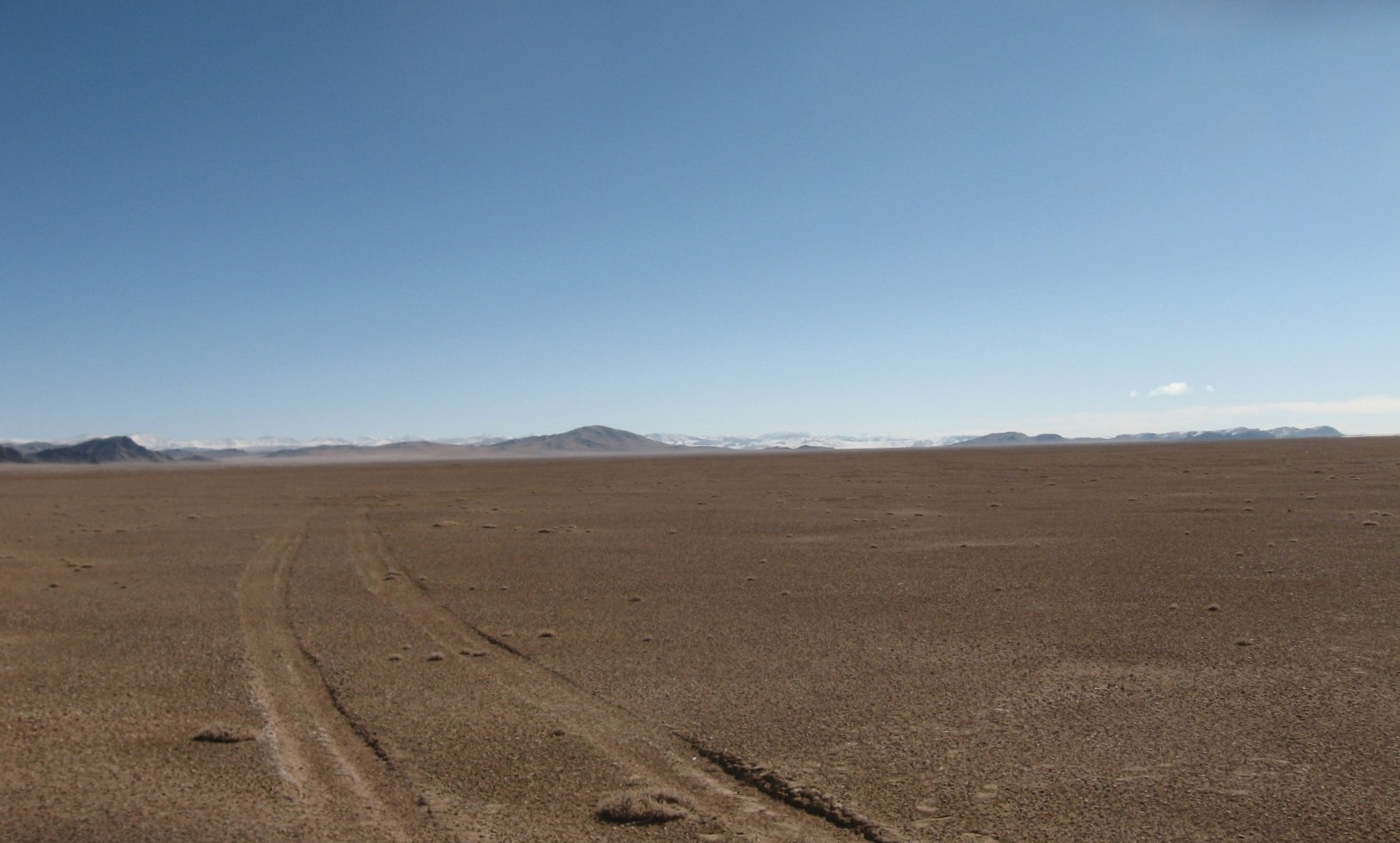
Aksai Chin high altitude plateau

Das Hochland Aksai Chin liegt am Westrand des Hochlandes von Tibet und nordöstlich der indischen Region Ladakh. In der Grenzregion zu Ladakh im Westen hat es Anteil am Karakorum, dem zweithöchsten Gebirge der Erde. Im Norden bildet der Gebirgszug des Kunlun die Grenze zum Uigurischen Autonomen Gebiet Xinjiang der Volksrepublik China. Im Osten und Süden grenzt das ebenfalls zu China gehörende Autonome Gebiet Tibet.
Zu Aksai Chin gehört außerdem ein vom Hauptgebiet abgetrenntes, weiter südlich gelegenes Hochtal (Gebiet um Dêmqog).
Insgesamt umfasst Aksai Chin etwa 38.000 km². Den größten Teil nimmt eine Salzwüste auf einer zwischen 4500 m und 5200 m Höhe gelegenen Hochebene ein. Es gibt mehrere abflusslose Salzseen.
Weiter nördlich davon befindet sich das ebenfalls zum ehemaligen Kaschmir gehörige Gebiet des Trans-Karakarum Tract mit dem Shaksgam-Tal. Dies ist eines der unwegsamsten Gebiete der Welt mit einigen der höchsten Gipfel wie dem Broad Peak, dem Gasherbrum und dem Masherbrum sowie südlich angrenzend dem höchsten Schlachtfeld der Erde, dem heute indisch beherrschten Siachen-Gletscher.

## Bevölkerung
In Aksai Chin leben nur wenige buddhistische Tibeter. Die meisten von ihnen sind Nomaden. Die einzige nennenswerte Dauersiedlung ist das Militärdepot Tianshuihai (甜水海兵站) der chinesischen Volksbefreiungsarmee im Verwaltungsgebiet der Gemeinde Langan (兰干乡) des Kreises Keriya, Regierungsbezirk Hotan.

## Vorgeschichte
Die historisch belegte Geschichte Aksai Chins beginnt erst im 9. Jahrhundert. Vorher dürfte aber bereits das südöstlich auf der tibetischen Hochebene gelegene archäologisch bisher nur rudimentär erforschte tibetische Königreich Shangshung wie später das Königreich von Guge Kontakte nach Westen und nach Xinjiang über Aksai Chin gehabt haben. Etwa gleichzeitig zur Gründung des Königreiches Ladakh im Jahre 842 schufen tibetische Mönche das Fürstentum Aksai Chin (chinesischer Name Changlung La) um das Kloster Tsaparang. Ebenfalls durch tibetische Mönche wurde im 10. Jahrhundert in Ladakh der tibetische Buddhismus etabliert.
1020 drangen tibetische Könige in das Gebiet von Aksai Chin ein, unterwarfen Ladakh und gründeten ein gemeinsames Königreich unter dem Namen Aksai Chin Gantog. Als 1350 die Mongolen Tibet in 13 autonome Verwaltungsbezirke einteilten, erlangte Aksai Chin seine Autonomie von Ladakh und Tibet.
Zu Beginn des 15. Jahrhunderts zerfiel Ladakh in kleine unabhängige Fürstentümer und 1409 fiel Aksai Chin zusammen mit Teilen Ladakhs an Tibet. Bei der Wiedervereinigung Ladakhs um 1470 umfasste dieses dann wieder Aksai Chin mit dem Gebiet von Pangong Tso (südliches Aksai Chin).
Mitte des 16. Jahrhunderts schloss sich Ladakh nach Süden ab und orientierte sich wieder nach Tibet. Bis zu Beginn des 19. Jahrhunderts blieb Aksai Chin tibetisch und bildete die Westgrenze Tibets. Kurz danach musste Ladakh sich als autonomes Fürstentum in Kaschmir eingliedern, in dem es auch nach der Unterwerfung Kaschmirs unter die britische Ostindien-Gesellschaft und nach deren späterer Übernahme durch Großbritannien verblieb. Aksai Chin blieb dagegen bis nach dem Zweiten Weltkrieg ein eigenständiges, von Ladakh und Tibet unabhängiges, aber durch die Religion mit beiden kulturell verbundenes autonomes Fürstentum. Der letzte Regent Aksai Chins, Kunsang Namgyal verstarb 1974 im indischen Exil.

## Gebietsstreit um Aksai Chin zwischen Indien und China

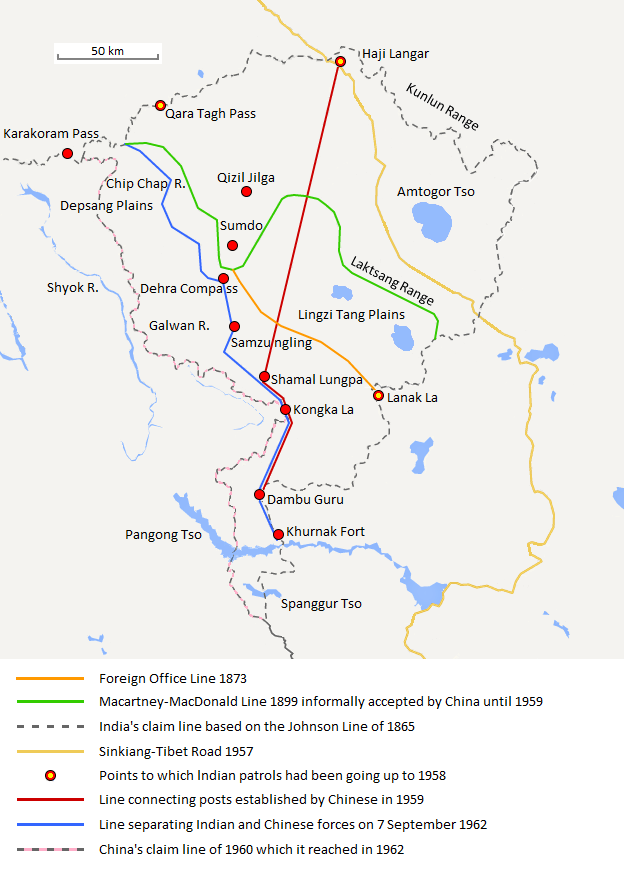
Historische Grenzverläufe

### Entstehung der Grenze
Während bis zur Ankunft der Briten keine genauen Grenzverläufe, vor allem in den weiten unfruchtbaren Teilen des Gebietes, existierten, begannen diese seit der Übernahme des Protektorates über Kaschmir sich gerade dafür zu interessieren. Insbesondere ging es darum, den Handel vor allem nach Xinjiang und Tibet (sowie weiter ins Innere Chinas) zu fördern, die wirtschaftlich interessanten Teile Britisch-Ostindiens militärisch abzusichern und wie in Afghanistan die aus Norden sich immer weiter ausdehnende russische Einflusssphäre möglichst einzudämmen. Dazu diente, dass die eigene britische Einflusssphäre immer weiter ausgeweitet wurde. Allerdings sollte Großbritannien dennoch nicht mit sehr kostspieligen Sicherungsaufgaben in einem unwegsamen und wirtschaftlich wenig interessanten Gebiet belastet werden.
Dazu wurden leicht lenkbare Pufferstaaten im Norden Britisch-Indiens wie Afghanistan, Nepal, Sikkim und Bhutan belassen. Auch China diente dabei zur Wahrung der britischen Interessen gegenüber entsprechenden Bestrebungen Russlands als Pufferstaat im Rahmen des sogenannten Great Game, des Rennens um die Beherrschung Zentralasiens. In deren Beziehungen zu von diesen abhängigen, aber autonomen Gebieten wie Aksai Chin, Tibet und Mustang (letzteres im Falle Nepals) wurde nicht unnötigerweise eingegriffen. Zu diesem Zweck wurden auch Forschungsreisende und Landvermesser ausgesandt, da nur wenig verlässliche Informationen den Briten vorlagen, welche der Vorbereitung allfälliger Kriegszüge, der Wahrung von Handelsinteressen und dem Beobachten des Vorgehens Russlands in Turkestan dienten.
Wie im Osten Britisch-Indiens mit der McMahon-Linie erfolgten britischerseits auch im Westen Abgrenzungen, allerdings nicht nur eine einzige. An beiden Orten konnte aber Großbritannien – anders als im Norden die Russen – nicht wie gewünscht mit dem chinesischen Kaiserreich (als Oberherren in Tibet und Xinjiang) verbindliche Grenzregelungen vereinbaren (die aber wie der chinesisch-russische Grenzkonflikt um 1960 und die inzwischen ausgehandelten Grenzverträge mit Grenzdemarkation im Norden auch noch viele Abgrenzungsschwierigkeiten enthielten). Zu groß war auf chinesischer Seite das Misstrauen, insbesondere auch aufgrund der mit verschiedenen europäischen Mächten erzwungenermaßen abgeschlossenen sogenannten ungleichen Verträge seit dem Britisch-Chinesischen Opiumkrieg, leichtfertig bei solchen Landverträgen eigene berechtigte Ansprüche zu verlieren. Andererseits verlagerte sich im Laufe des 19. Jahrhunderts auch das Interesse Großbritanniens stärker zum leichter zugänglichen Meer im Osten, um von dort her China als Markt zu erschließen, das Land zu kolonialisieren und so den Interessen anderer europäischer Mächte und Japans entgegenzutreten. Dadurch unterblieb auch von britischer Seite her starker Druck auf China, Landabtretungen im Westen wie in Aksai Chin ultimativ zu verlangen. Stattdessen begnügte man sich britischerseits mit der Absteckungen von Interessensphären, mit Handelsverträgen, mit vagen Grenzverlaufsformulierungen und falls speziell nötig erreicht mit Vereinbarungen zu Spezialfragen wie Indemnitätsfragen, Marktöffnungen und ähnlichem.
Zu einer ersten einigermaßen genauen Grenzbeschreibung kam es erst 1865 durch den britischen Offizier W. H. Johnson. Er legte unilateral die nördliche Grenze des seit 1846 britisch-indischen Protektorates Jammu und Kashmir entlang der Gebirgskette des Karakorum bis zum Karakorum-Pass und dann bis nach Shahidulla entlang des nördlichen Teiles von Aksai Chin im Kutlun-Gebirge (nördlich davon befand sich das russisch beeinflusste Turkestan) fest. Im Bereich der dortigen Soda-Ebene war aber auch seine Abgrenzung wegen mangelnder natürlicher Grenzen recht vage. Johnson wurde diese Ausweitung des Untertanengebietes des Maharajas von Kaschmir mit dem Gouverneursposten von Ladakh gedankt. Diese Linie wurde später von offizieller britischer Seite revidiert. Eine vertragliche Zustimmung Chinas wurde allerdings zu keiner dieser Abgrenzungen der Interessensphären erreicht.
So betrachtete das britische Außenministerium noch 1873 die Nordgrenze Britisch-Indiens als entlang dem Gebirgszug der Karakorum-Gebirgskette verlaufend, d. h. Aksai Chin als außerhalb Britisch-Indiens. 1889 empfahl Ney Elias, Joint Commissioner von Leh und Kenner des Gebietes nördlich des Karakorum, keine britischen Ansprüche bis Shahidulla, wie dies der Johnson-Linie entsprochen hätte, zu erheben, da sich dies militärisch nicht durchsetzen ließe. Andererseits empfahl Major General Sir John Charles Ardagh die Gebiete bis zum Kuen-Lun-Gebiet, d. h. ganz Aksai Chin, formell zu beanspruchen. Vor einer definitiven britischen Entscheidung darüber besetzten 1890 die Chinesen Shahidulla. Die Briten nahmen dies hin, da dadurch dem Vordringen Russlands nach Süden ein Riegel vorgeschoben war. So erklärte der britische Staatssekretär für Indien: „We are inclined to think that the wisest course would be to leave them in possession as it is evidently to our advantage that the tract of territory between the Karakorum and Kuen Lun mountains be held by a friendly power like China.“
1896 bewegte vielmehr Russland – in Kenntnis völkerrechtlicher Gepflogenheiten und zum Schaden der Briten – chinesische Beamte in Xinjiang, gegen britische Landkarten zu protestieren, die Aksai Chin als britisches Territorium auswiesen.
Entsprechend wurde britischerseits 1899 anstatt der nicht durchsetzbaren Johnson-Line von 1865 die sogenannte MacCartney-MacDonald-Line zur Abgrenzung Britisch-Indiens von China vorgesehen. Diese Linie überließ den größten Teil Aksai Chins an China mit nur im Südosten einem britischen Gebiet nördlich des Karakoram-Gebirgszuges. Die Briten suchten darüber einen Grenzvertrag mit China, und als diese nicht antworteten, erklärte Lord Curzon in sonderbarer Auslegung von Völkerrecht deren Schweigen als Zustimmung, d. h. die MacCartney-MacDonald-Linie als gemeinsame Grenze. Danach gingen die britischen Interessen hauptsächlich nach Osten, zur Abgrenzung zwischen Tibet und dem britischerseits beanspruchten Sikkim sowie zwischen dem britisch-indischen Assam und Tibet mit der bald ebenso umstrittenen Mac Mahon-Linie.
1904 wurde im Vertrag von Lhasa zwischen Großbritannien, Tibet, China und Russland die Autonomie Aksai Chins festgelegt. Auch im Vertrag von Simla, der Tibet der Verwaltung Chinas unterstellte, wurde Aksai Chin als autonom bestätigt. Spätestens ab 1911 mit Ausbruch der chinesischen Revolution und den nachfolgenden Bürgerkriegswirren kümmerte sich China wegen dringenderer anderer Fragen nicht mehr um den genauen Grenzverlauf. Währenddessen betrachtete Großbritannien die selbst einseitig gezogenen Grenzlinien als selbstverständliche internationale Grenzen und überließ es den lokalen Fürsten Britisch-Indiens, insbesondere dem Maharaja von Jammu und Kaschmir, das beanspruchte Gebiet tatsächlich auch zu beherrschen.
Dieser Schwebezustand bei der Grenzziehung änderte sich erst wieder im Zweiten Weltkrieg, bevor 1947 Britisch-Indien mit den beiden Staaten Pakistan und Indien unabhängig wurde.
1940–41 entdeckten die Briten, dass russische Experten für die autonom agierende prosowjetische Regierung des Kriegsherrn Sheng Shicai in Xinjiang das Gebiet von Aksai Chin erkundeten. Wiederum wie bereits 100 Jahre zuvor befürchteten die Briten eine für sie gefährliche Ausdehnung des russischen Einflussgebietes. Entsprechend wurde erneut die weiter nach Norden reichende Johnson-Linie als Nordgrenze des britischen Reiches proklamiert, aber wiederum blieb es bei einem Anspruch ohne effektive Hoheitsausübung wie durch Erkundungsmission, Besetzung, Verwaltungsausübung oder Demarkation des nun wieder beanspruchten Gebietes von Seiten der Briten selbst oder des Maharajas von Jammu und Kaschmir.

### Besetzung durch China
Kaschmir ist seit dem Ersten Indisch-Pakistanischen Krieg von 1947 bis 1949 zwischen Indien und Pakistan geteilt, ohne dass seither eine territoriale Lösung des Disputs erreicht werden konnte. Seither bildet die damalige Waffenstillstandslinie (mit nachträglicher Änderung zugunsten Indiens beim Siachen-Gletscher) die Grenzen effektiv ausgeübter Hoheit. Eine effektive Ausübung staatlicher Hoheit in den nördlich davon gelegenen Gebieten von Aksai Chin und des Trans-Karakarum Tract unterblieb jedoch von Seiten Pakistans und Indiens aufgrund der Abgeschiedenheit und außerordentlich schlechten Zugänglichkeit von Süden her. So wurde von beiden Staaten unbemerkt 1950 das Gebiet von der chinesischen Volksbefreiungsarmee bei der Besetzung Westtibets beim Zug nach Xinjiang durchquert und seither militärisch beherrscht.
1950/51 kündigte China den Bau einer Verbindungsstraße zwischen Tibet und dem nördlich gelegenen Xinjiang durch Aksai Chin an. 1957 begannen die Chinesen mit deren Bau und stellten die heutige Nationalstraße G219 im darauffolgenden Jahr fertig. Indien bemerkte die Baumaßnahmen auf Grund der Abgeschiedenheit und Unwirtlichkeit des nahezu menschenleeren Gebietes zunächst nicht. Erst nachdem der ladakhische Lama Kushak Bakula, der im Sommer 1957 Tibet besucht hatte, auf das Vorhaben Chinas hingewiesen hatte, sandte Indien im Frühjahr 1958 eine später von den Chinesen verhaftete Abordnung nach Aksai Chin, um die Lage vor Ort zu überprüfen, und entdeckte die chinesische Straße. Auf eine Protestnote der indischen Regierung vom 18. Oktober 1958 hin reagierte die Volksrepublik China am 3. November 1958, indem sie als Erbin des chinesischen Kaiserreiches erstmals offiziell ausdrücklich auf Aksai Chin hoheitlichen Anspruch erhob. Auch die Republik China (Taiwan) hat nie auf diese Ansprüche verzichtet.
Im Zuge des Indisch-Chinesischen Grenzkrieges von 1962 wurde Aksai Chin definitiv von chinesischen Truppen besetzt – wie auch das Shaksgam-Tal und ein kleines Gebiet im Süden um Dêmqog.
Pakistan trat 1963 unter Vorbehalt und definitiv vertraglich in den 1980er-Jahren seine kaschmirischen Ansprüche am Trans-Karakarum Tract mit dem Shaksa-Tal (und auch an Aksai Chin) an China ab.
Aksai Chin wird seither von der Volksrepublik China verwaltet, aber weiterhin von Indien beansprucht. Seither hat es keine Grenzzwischenfälle mehr gegeben. Die beiden Staaten haben sich zudem im Jahre 2005 in einer Deklaration auf die gegenseitige Anerkennung der gegenwärtigen Line of Actual Control (Waffenstillstandslinie) entlang der gesamten gemeinsamen Grenze (Kaschmir, Sikkim, McMahon-Linie in Arunachal Pradesh) geeinigt. Allerdings wurde diese Einigung bisher nicht im Rahmen eines Grenzvertrages mit Demarkation der gemeinsamen Grenze rechtlich verankert. Dagegen wurde an der Grenze von Sikkim zu Tibet der gegenseitige Handel bereits wieder aufgenommen und Zufahrtsstraßen zum Grenzpass gebaut. Eine Verlängerung der Eisenbahn nach Lhasa in südliche Richtung nach Nepal und Indien ist bereits in Planung.
Als Fazit kann festgehalten werden, dass heute zwischen China und Pakistan definitiv kein Grenzkonflikt im Karakorum-Gebiet mehr besteht. Zwischen China und Indien besteht eine De-facto-Grenze, die aber noch nicht vermarkt ist, woraus sich immer noch kleinere Konflikte über den genauen Grenzverlauf zwischen den beiden Staaten ergeben könnten. De facto hat sich Indien heute aber mit der chinesischen Hoheit über Aksai Chin abgefunden, während im Osten China die einseitig britisch gezogene McMahon-Linie als gemeinsame Grenze akzeptiert hat. Beide Staaten haben zudem aufgrund gegenseitiger gemeinsamer Wirtschaftsinteressen kein Interesse am Wiederaufflammen eines Grenzkonfliktes in diesem unwirtlichen, aber strategisch außerordentlich bedeutsamen Gebiet – insbesondere da mit der gegenseitigen Waffenstillstandslinie im Westen und im Osten die essentiellen Sicherheitsbedürfnisse beider Staaten gedeckt sind. Über diese Linien hinausgehende territoriale Ansprüche beider Staaten ruhen zudem auf wackligen Rechtsansprüchen. So wurde im Falle Aksai Chins der Anspruch Indiens allein kartographisch aufgrund der Johnson-Linie begründet, die aber vom Maharaja von Jammu und Kaschmir, den Briten, von Pakistan oder von Indien nie vor Ort wie völkerrechtlich gefordert, mit eindeutigen Hoheitsakten durchgesetzt oder von der Gegenseite als internationale Grenze vertraglich bestätigt wurde.